# Cabo Frio
Cabo Frio è un comune del Brasile nello Stato di Rio de Janeiro, parte della mesoregione delle Baixadas Litorâneas e della microregione di Lagos.
È uno dei comuni più antichi del Brasile. Nel tempo ha visto ridimensionarsi il suo territorio per la costituzione di nuovi comuni che si sono resi indipendenti: Arraial do Cabo nel 1965 e Armação dos Búzios nel 1995.
È la città della microregione di Lagos con l'economia più florida ed esercita una certa influenza sulla scena di tutto lo stato di Rio de Janeiro. La città si è affermata come importante centro turistico ed è una parte, essendo la meta principale della cosiddetta Costa do Sol.

## Monumenti e luoghi d'interesse
- Chiesa Madre di Nostra Signora dell'Assunzione, 17º secolo

## Note

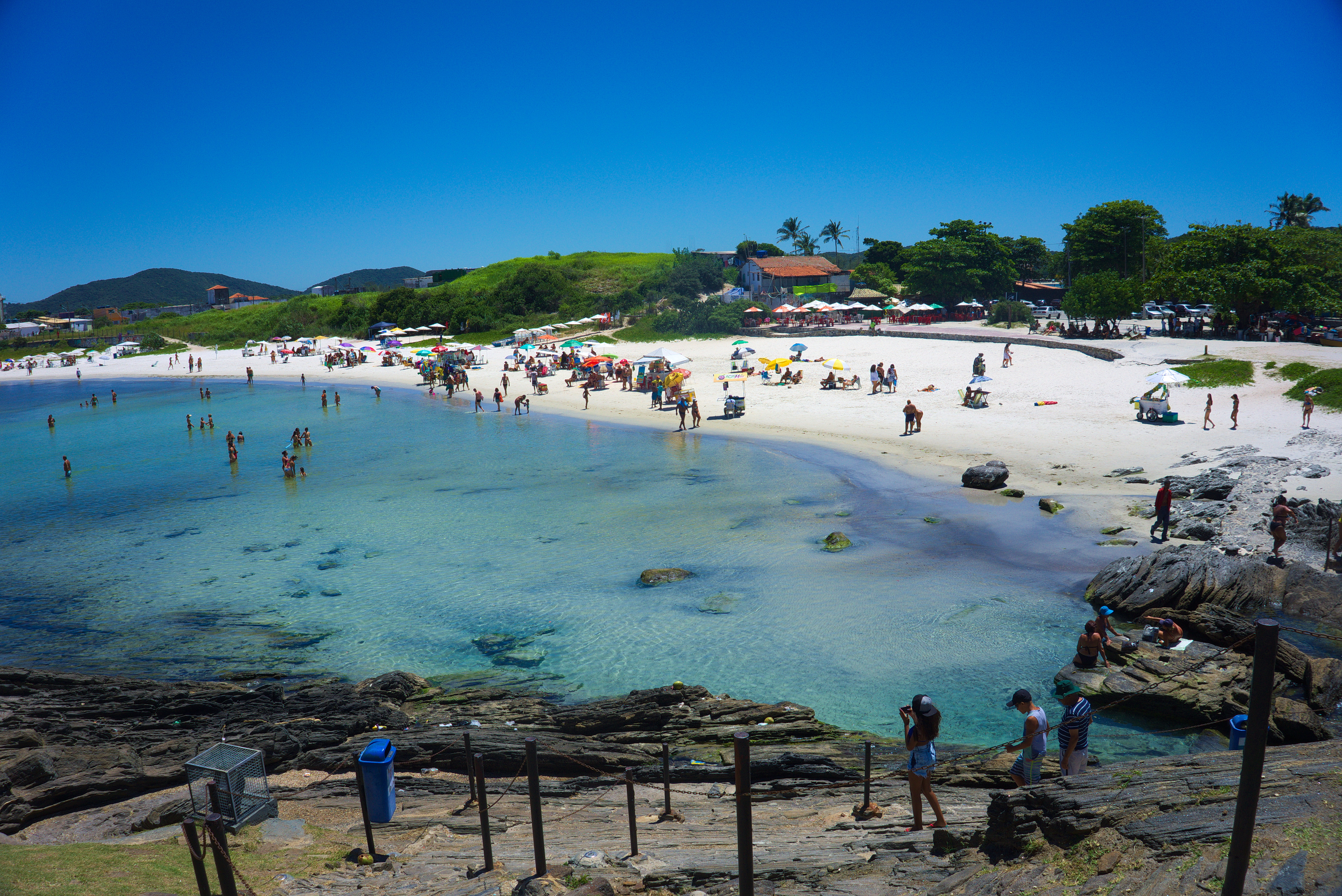
Forte São Mateus.